# Somebody to Love (piosenka Jefferson Airplane)
Somebody to Love – utwór rockowy autorstwa Darby'ego Slicka, oryginalnie nagrany w połowie lat 60. XX wieku przez zespół The Great Society. Sławę utworowi przyniosła wersja Jefferson Airplane. Magazyn Rolling Stone umieścił wersję Jefferson Airplane na 274. miejscu w rankingu 500 najlepszych piosenek wszech czasów.

## Powstanie utworu
„Somebody to Love” został napisany przez gitarzystę The Great Society, Darby'ego Slicka, kiedy ten rozstał się ze swoją dziewczyną. Pierwsze wykonanie zostało nagrane właśnie przez zespół Slicka, kiedy należała jeszcze do niego późniejsza wokalistka Jefferson Airplane, Grace Slick (będąca wtedy w związku małżeńskim z bratem Darby'ego). Singel został wydany w 1966 razem z drugą kompozycją tego gitarzysty, „Free Advice”, jako B-side singla.Wydawnictwo uzyskało pewną popularność w obrębie rodzinnego miasta zespołu, San Francisco.

## Ponowne nagranie
Kiedy Grace Slick dołączyła do Jefferson Airplane, zespół zgodził się nagrać utwór do albumu Surrealistic Pillow, razem z nową kompozycją Grace – „White Rabbit”. Nowa wersja stała się pierwszym sukcesem dla Jefferson Airplane, zdobywając piąte miejsce na liście przebojów Billboard Hot 100. Był to też jeden z pierwszych hitów, który został nagrany na zachodnim wybrzeżu Stanów Zjednoczonych i poruszał tematykę ówczesnych kontrkultur.

### Wykonawcy
- Grace Slick – śpiew,
- Marty Balin – tamburyn, wokal wspomagający,
- Jorma Kaukonen – gitara prowadząca (Gibson ES-335),
- Paul Kantner – gitara rytmiczna (Rickenbacker 360),
- Jack Casady – gitara basowa (Fender Precision Bass),
- Spencer Dryden – perkusja.

## W kulturze masowej
Wersja Jefferson Airplane była wykorzystana w filmie Fear and Loathing in Las Vegas, gdy główny bohater wspomina, gdy po raz pierwszy brał LSD w klubie The Matrix w San Francisco w 1967. Piosenka pojawia się także w prologu filmu A Bright Shining Lie (1998), oraz w Home at the End of the World (2004). Kompozycja została zawarta także w filmie St. Vincent z 2014 roku.
W filmie The Cable Guy (1996) aktor Jim Carrey wykonał wersję karaoke jako odgrywana przez niego postać, Ernie „Chip” Douglas.
Pełna wersja piosenki została użyta na początku filmu Four Brothers.
Utworu użyto także na potrzeby gry Rock Band 3.